# Lakshmana

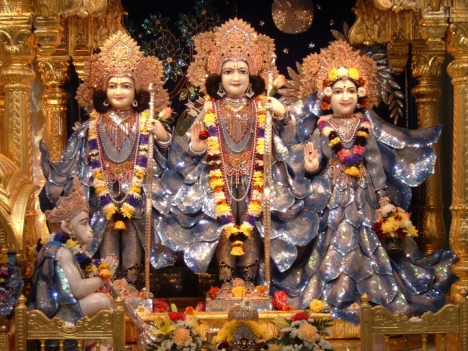
Deïtats de Lakshamana (esquerra) amb Rama (centre), Sita (dreta) i Hanuman (agenollat) en el temple Hare Krishna donat per George Harrison, en Watford (Anglaterra).

Lakshmana (en sànscrit 'que té estigmes de bona sort'), segons el text èpic hindú Ramayana, és el germà menor i company del rei Rāma (fill de Kaushalià) durant les seves aventures i viatges.
És fill del rei Dàsharatha amb la seva esposa La seva-Mitrā. Lakshmana i Shàtrughna eren tots dos fills bessons del su-Mitrā, encara que només Lakṣdt.ṇa és anomenat Saumitri. Va néixer en Ayodhya Estava tan apegat a Rādt. que era cridat «l'altre jo de Rādt.». En canvi Shàtru-Ghna estava apegat a Bharata (fill del rei Dàsharatha i la seva esposa Kaikeí.
- Lakshmanà, en Sànscrit
- लक्ष्मण (Lakshmaṇa), en lletra devanagari
- Lakṣdt.ṇa, en transcripció IAST
- Làksmana, en malai
- Làkhana o Làkjana birmà
- Phra Lak, en tailandès i lao
- Phreah Leak, en khmer

## Naixement i família
Lakshmana era fill de Sumitra, la segona esposa de Dàsharatha, rei de Kosala. Rama és el germà major, Bharata és el segon, Lakshmana el tercer i Shàtrughna el menor dels quatre. Malgrat ser bessó de Shàtrughna, Lakshmana estava especialment apegat a Rama, i el duo era inseparable.

## Adepte de Rama
En els textos purànics, Lakshmana és descrit com l'encarnació d'Ananta Shesha, la serp Nāga de mil caps sobre la qual descansa el déu Vixnu en l'oceà primordial de llet (Kshira Sagara). Va encarnar en treta iuga (‘la tercera era’) com Lakshmana i en duapàra iugà com Balarama (el germà del déu Krixna). Es diu que és el company etern de Vixnu en totes les seves encarnacions. Mai va cobejar el tron de Ayodhya, ni va dubtar a seguir al seu germà a l'injust exili, fins i tot encara que no estava obligat a fer-ho. Quan Rama es va casar amb Sita, Lakshmana es va casar amb la germana menor de Sita, Urmilà.

## Durant l'exili
Al principi de l'exili, quan el just rei Bharata (el segon germà menor de Rama) va entrar en el bosc amb la seva cort per persuadir a Ranca a tornar a Aiodhià a fer-se càrrec del tron, Lakshmana primer malinterpretó les seves intencions: va creure que el rei venia amb intencions malicioses. Rama, en canvi, coneixia l'amor que Bharata sentia per ell i li va explicar a Lakshmana que Bharata mai tractaria de fer-li cap dany. Lakshmana va servir a Rama i Sita reverentment durant l'exili, construint-los una barraca en el bosc i fent guàrdia en l'exterior durant les nits, acompanyant-los en els llargs viatges, sense queixar-se o cuidar de si mateix.

## El límit de Lakshmana
Sita li va demanar a Ranca que cacés un màgic cérvol daurat, llavors Rama li va demanar a Lakshmana que cuidés a Sita, ja que pressentia que quelcom anava malament. El cérvol en realitat era el dimoni Maricha, que havia d'allunyar a Rama i a Lakshmana perquè el dimoni Ràvana pogués raptar a Sita. Quan Rama va ferir a Maricha, aquest, agonizante, va cridar imitant la veu de Rama, demanant-li a Sita i a Lakshmana que ho ajudessin. Sita li va ordenar a Lakshmana que fora a ajudar al seu germà.Com ell es va negar, ja que sabia que Rama era invencible, Sita ho va insultar en suggerir que Làkshman desitjava que Rama morís per quedar-se amb ella. Això va superar els límits de Lakshmana, qui —profundament ofès en el seu celibat— va sortir a buscar a Rama.
En el Bhàgavata-purana s'esmenta que abans d'anar-se, utilitzant el seu poder místic, va dibuixar en el sòl amb el seu arc el Lakshmana rekha (el límit de Lakshmana) una línia a la terra al voltant de la barraca que Sita no havia de creuar, i que ningú (excepte Lakshmana o Rama) no podria traspassar si no era convidat. Qualsevol intrús moriria instantàniament. No obstant això, Sita —a causa de la seva compulsió pels deures religiosos i a la compassió per un pobre bràhmana —que en realitat era Ràvana disfressat— va creuar la línia per donar-li almoina. Així Ràvana va segrestar a Sita.
El Rama Charita Rages, el popular text de la història de Rama al nord de l'Índia, no esmenta aquesta història del «Lakshmana rekha» en el seu Arania Kanda (capítol del bosc). Tampoc ho fa la història original, el Ramayana de Valmiki. No obstant això, en el Lanka Kanda (capítol de Lanka) del Ram Charit Rages (35, 1) Mandodari va amonestar al malvat rei Ràvan i es va burlar de les seves pretensions de valor, indicant que el seu valor era mínim, ja que ni tan sols havia pogut creuar una línia dibuixada en el terra pel germà menor de Rama, Lakshmana.

## Valor en la guerra
Lakshmana és considerat un guerrer gairebé tan poderós com Rama. En la guerra contra el dimoni Ràvana i el seu exèrcit de Ceilan de monstruosos ràkshasas, Lakshmana va matar el fill de Ràvana, Indrayit, i a milers de poderosos dimonis (com Atikaia i Prajasta, comandants de Ràvana). Amb Rama, van matar junts a Kumbha Karna (‘orelles com a olles'), el gran gegant ràkshasa.

### Mort d'Indrayit
Més tard en la batalla, Lakshmana baralla contra Indrayit i ho mata. Aquesta mort va ser considerada un punt de faci fallida en la guerra, ja que Indrayit era considerat invencible, havent rebut els seus poders del déu Indra, el mateix rei del cel.

## Llegat
Els hindús adoren a Lakshmana per la seva devoció absoluta cap a Rama. El compliment dels seus deures com a germà menor es considera un sacrifici i mostra la superioritat del seu caràcter, ja que dits haver de van ser especialment durs en condicions adverses. La vida de Lakshmana simbolitza els obligacions d'un home cap als seus majors i superiors, i el valor de l'abnegació.
Encara que de vegades l'hi considera menys valerós i heroic quan l'hi compara amb Rama, Lakshmana es considera un element important de la qualitat del mariada purushóttama (‘l'home perfecte [respectuós] dels límits', personificat per Rama, sent maryada: ‘límit [moral]’, purusha: ‘home’ i úttama: ‘màxim’), per la seva lleialtat infrangible, el seu amor i la seva dedicació al seu germà major tant en les alegries com en l'adversitat. Ell va mostrar un gran coratge i presència d'esperit quan Rama va quedar desesperat pel segrest de Sita. La seva fúria i confusió va ser tan gran que es va disposar a disparar una arma de foc capaç de destruir tota la vida del bosc. Lakshmana va detenir a Rama, ho va calmar i li va explicar que el món no era responsable de la seva separació de la seva esposa, ho va consolar i ho va encoratjar a sortir a buscar-la i rescatar-la.
Quan el rei dels antropoides Sugriva va aconseguir retornar-li a Rama les joies de Sita, Rama es va abatre per l'absència de Sita, recordant les joies que ella usava. Llavors Lakshamana li va donar l'anell que Sita usava en el dit del peu, per alleujar el seu turment. Amb això el text suggereix que Lakshmana mai havia vist la resta de les joies de Sita perquè mai havia passat més enllà dels peus d'ella. Com a respecte per aquesta disciplina de Lakshmana, el gran poeta tamil Kamban va escriure que el seu caràcter una gran persona mai mira amb desig a la dona d'un altre».